# Poprádi-tó megállóhely
Poprádi-tó megállóhely (zast. Popradské pleso) vasúti megállóhely Csorbatóhoz közel az Eperjesi kerületben Szlovákiában. A megállóhely a Poprád-Felka–Ótátrafüred–Csorbató között működő Tátrai villamosvasút vonalán fekszik. A Železničná spoločnosť Slovensko a.s. üzemelteti. 

## Fekvése
A megállóhely Csorbató vasútállomástól 2 km-re északra, a Poprádi-tótól 4 km-re délre fekszik.

## A megállóhely
A megállóhelyen egy fedett beálló található. Jegypénztára nincs.

## Kapcsolódó állomások
A vasútállomáshoz az alábbi állomások vannak a legközelebb:
- Csorbató vasútállomás (Csorbató vasútállomás, Poprad-Tatry – Štrbské Pleso railway line)
- Felsőhági vasútállomás (Poprád-Tátra vasútállomás, Poprad-Tatry – Štrbské Pleso railway line)

## Vasútvonalak
Az állomást az alábbi vasútvonalak érintik:
- 183 Poprád-Felka – Ótátrafüred – Csorbató